# داراغ ريان
داراغ ريان (بالإنجليزية: Darragh Ryan)‏ هو لاعب كرة قدم بريطاني، ولد في 21 مايو 1980 في Cuckfield ‏ في المملكة المتحدة. لعب مع باتريك أتلتيك وبرايتون أند هوف ألبيون وستيفيناغ بوروه ونادي كرولي تاون ونادي كلية جامعة دبلن ونادي كورك سيتي.

## وصلات خارجية
- داراغ ريان على موقع قاعدة بيانات كرة القدم.إي يو (الإنجليزية)